# Worcestershire
Worcestershire /ˈwʊstəʃə/ es uno de los cuarenta y siete condados de Inglaterra,
Reino Unido, con capital en Worcester. Ubicado en la región Midlands del Oeste, limita al norte con Shropshire, Staffordshire y Midlands Occidentales, al este con Warwickshire, al sur con Gloucestershire y al oeste con Herefordshire.
Al oeste, el condado está bordeado por las colinas Malvern, junto a las cuales se encuentra la antigua ciudad balnearia de Malvern (residencia de los tradicionales coches deportivos Morgan). La ladera occidental de las colinas da al condado de Herefordshire. La parte meridional es fronteriza con Gloucestershire y la orilla norte de Costwolds, al este se encuentra Warwickshire. Los dos principales ríos que fluyen a través del condado son el río Severn (354 km) y el río Avon (154 km).
Además de su capital, Worcester, y varias otras grandes ciudades (en especial Kidderminster y  Bromsgrove) en la parte septentrional del condado, la zona es aún rural en su mayor parte. Gran parte del condado solía estar dedicado al cultivo de frutales y lúpulo y aunque esto ha disminuido notablemente desde la Segunda Guerra Mundial, aún existen suficientes huertas alrededor del Vale of Evesham que la Asociación de Automovilistas británicos ha marcado como la "Ruta de las flores".

## Historia

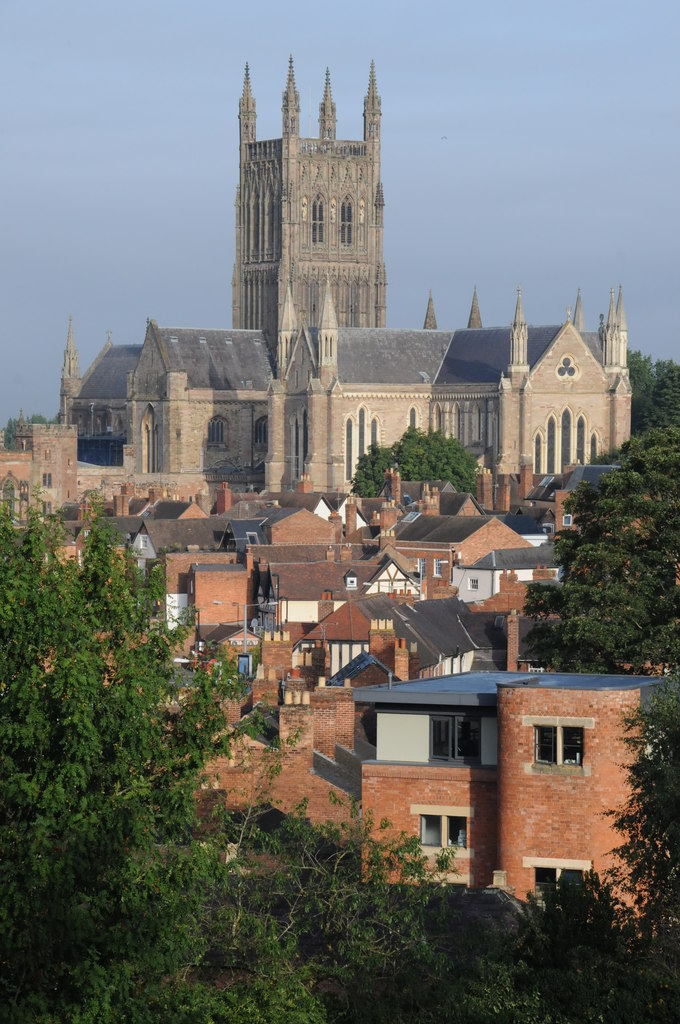
Worcester, capital del condado

Worcestershire fue el escenario en el que tuvo lugar la batalla de Evesham en la que Simón de Montfort, VI conde de Leicester fue asesinado el 4 de agosto de 1265. Más tarde, durante la guerra civil inglesa, se produjo en el condado la batalla de Worcester (1651).
En el siglo XIX, Worcester fue el centro de producción de guantes; la ciudad de Kidderminster de la producción de alfombras; y Redditch se especilizó en la fabricación de agujas y ganchos.
Droitwich Spa, situado en un importante depósito de sal, fue centro de la producción de sal durante la época romana y una de las principales rutas romanas atravesaba esta ciudad. Estas antiguas industrias se han visto remplazadas por otras más modernas.
Desde 1974 hasta 1998 formó junto a Herefordshire una única unidad administrativa; el condado de Hereford y Worcester. Algunas zonas de este antiguo condado forman hoy en día parte de West Midlands. Las fronteras del condado establecidas en 1998 no son exactamente las mismas que existían antes de la reforma de 1974.
Worcestershire no tenía bandera oficial hasta el 8 de abril de 2013, día en que fue adoptada una bandera diseñada por una mujer local, Elaine Truby. La bandera es verde, con dos rayas onduladas de azul. En el centro hay un árbol con tres peras negras.